# Joel Douglas
Joel Andrew Douglas (* 23. Januar 1947 in Los Angeles, Kalifornien) ist ein US-amerikanischer Filmproduzent. Er ist der zweite Sohn des Schauspielerehepaars Kirk Douglas und Diana Douglas sowie der jüngere Bruder des Schauspielers Michael Douglas.

## Leben
Joel Andrew Douglas arbeitete unter anderem bei Einer flog über das Kuckucksnest, Auf der Jagd nach dem grünen Diamanten, Auf der Jagd nach dem Juwel vom Nil und Es bleibt in der Familie mit.
Joel Douglas war viermal verheiratet. Seine erste Frau war seit 1968 Susan Jorgensen. Judith Corso heiratete er 1975, dann Patricia Reid-Douglas 1986. Seine jüngste Ehe mit Jo Ann Savitt, die er am 2. Februar 2004 heiratete, währte bis zu deren Tod am 21. November 2013.

## Filmografie (Auswahl)
- 1975: Einer flog über das Kuckucksnest (One Flew Over The Cuckoo’s Nest)
- 1981: King Kobra
- 1984: Auf der Jagd nach dem grünen Diamanten (Romancing the Stone)
- 1985: Auf der Jagd nach dem Juwel vom Nil (The Jewel of the Nile)
- 1985: Cocaine-Paradise
- 1990: Nightwalker
- 2003: Es bleibt in der Familie (It Runs in the Family)